# Зеленокумск (станция)
Зеленоку́мск (устар. Карамык) — железнодорожная станция Минераловодского региона Северо-Кавказской железной дороги, находящаяся в городе Зеленокумске Ставропольского края на линии Георгиевск — Будённовск.
На станции имеется элеватор.

## Пригородное сообщение по станции
По станции курсируют следующие поезда пригородного сообщения:
| № поезда | Маршрут движения              | № поезда | Маршрут движения              |
| -------- | ----------------------------- | -------- | ----------------------------- |
| 6801     | Будённовск — Минеральные Воды | 6802     | Минеральные Воды — Будённовск |
| 6809     | Будённовск — Минеральные Воды | 6810     | Минеральные Воды — Будённовск |

## Дальнее следование по станции
Пассажирские поезда дальнего следования через станцию не курсируют.